# Дрезден (округ Єйтс, Нью-Йорк)
Дрезден (англ. Dresden) — селище (англ. village) в США, в окрузі Єйтс штату Нью-Йорк. Населення — 293 особи (2020).

## Географія
Дрезден розташований за координатами 42°41′2″ пн. ш. 76°57′25″ зх. д. / 42.68389° пн. ш. 76.95694° зх. д. (42.683928, -76.957046).  За даними Бюро перепису населення США в 2010 році селище мало площу 0,80 км², з яких 0,78 км² — суходіл та 0,01 км² — водойми.

## Демографія
Згідно з переписом 2010 року, у селищі мешкало 308 осіб у 115 домогосподарствах у складі 70 родин. Густота населення становила 387 осіб/км².  Було 141 помешкання (177/км²).
Расовий склад населення:
| - 96,4 % — білих - 0,6 % — корінних американців - 0,6 % — азіатів |

До двох чи більше рас належало 2,3 %. Частка іспаномовних становила 12,7 % від усіх жителів.
За віковим діапазоном населення розподілялося таким чином: 20,5 % — особи молодші 18 років, 61,0 % — особи у віці 18—64 років, 18,5 % — особи у віці 65 років та старші. Медіана віку мешканця становила 39,8 року. На 100 осіб жіночої статі у селищі припадало 115,4 чоловіків;  на 100 жінок у віці від 18 років та старших — 120,7 чоловіків також старших 18 років.
Середній дохід на одне домашнє господарство  становив 61 440 доларів США (медіана — 50 469), а середній дохід на одну сім'ю — 68 362 долари (медіана — 51 250). За межею бідності перебувало 33,2 % осіб, у тому числі 46,8 % дітей у віці до 18 років та 58,1 % осіб у віці 65 років та старших.
Цивільне працевлаштоване населення становило 195 осіб. Основні галузі зайнятості: виробництво — 29,2 %, освіта, охорона здоров'я та соціальна допомога — 24,6 %, будівництво — 13,3 %, оптова торгівля — 10,8 %.